# Coors 420
Das Coors 420 war ein Rennen im NASCAR Winston Cup, das auf dem Nashville Speedway USA stattfand. Es wurde erstmals 1959 unter dem Namen „Music City 200“ ausgetragen. Jedoch starteten in diesem Rennen, das von Rex White gewonnen wurde, lediglich zwölf Fahrer, was den Negativrekord der Saison darstellte. Es fand daraufhin erst im Jahre 1964 wieder statt und hieß erneut Music City 200. Doch wieder war die Teilnehmerzahl zu gering, nur 16 Fahrer gingen an den Start. Im Jahre 1965 waren es sogar nur noch 15, so dass es daraufhin vorerst nicht mehr stattfand. 
Ab der Saison 1973 befand es sich unter dem Namen „Music City 420“ wieder im Rennkalender. Von 1973 bis 1984 wurde es jährlich ausgetragen. Wegen der ersten Ölpreiskrise wurden 1974 lediglich 200 Runden gefahren. Im Jahre 1979 hatte das Rennen mit Sun-Drop erstmals einen Sponsor. 1983 hieß das Rennen „Marty Robbins 420“, zu Ehren des im Jahr zuvor verstorbenen Country-Sängers Marty Robbins, der ein begeisterter NASCAR-Fahrer war. Nachdem es im Jahre 1985 zu Streitigkeiten um die Managerfrage des Speedways gekommen war, beschloss NASCAR ab der Saison 1985 keine Rennen mehr auf dem Nashville Speedway USA auszutragen. 

## Sieger

### Music City 200
- 1959: Rex White
- 1964: Richard Petty
- 1965: Dick Hutcherson

### Music City 420
- 1973: Cale Yarborough

### Music City USA 420
- 1974: Richard Petty
- 1975: Darrell Waltrip
- 1976: Cale Yarborough
- 1977: Benny Parsons
- 1978: Cale Yarborough

### Sun-Drop Music City USA 420
- 1979: Cale Yarborough

### Music City USA 420
- 1980: Richard Petty

### Melling Tool 420
- 1981: Benny Parsons

### Cracker Barrel Country Store 420
- 1982: Darrell Waltrip

### Marty Robbins 420
- 1983: Darrell Waltrip

### Coors 420
- 1984: Darrell Waltrip